# Wanderson Florêncio
Wanderson Sobral Florencio (Caruaru, 28 de março de 1982) é um político brasileiro. Atualmente deputado estadual de Pernambuco.

## Biografia
Em 2016 foi eleito vereador do município de Recife.
Em 2018 foi eleito deputado estadual de Pernambuco.